# Astathes leonensis
Astathes leonensis là một loài bọ cánh cứng trong họ Cerambycidae.